# Le Petit Vingtième

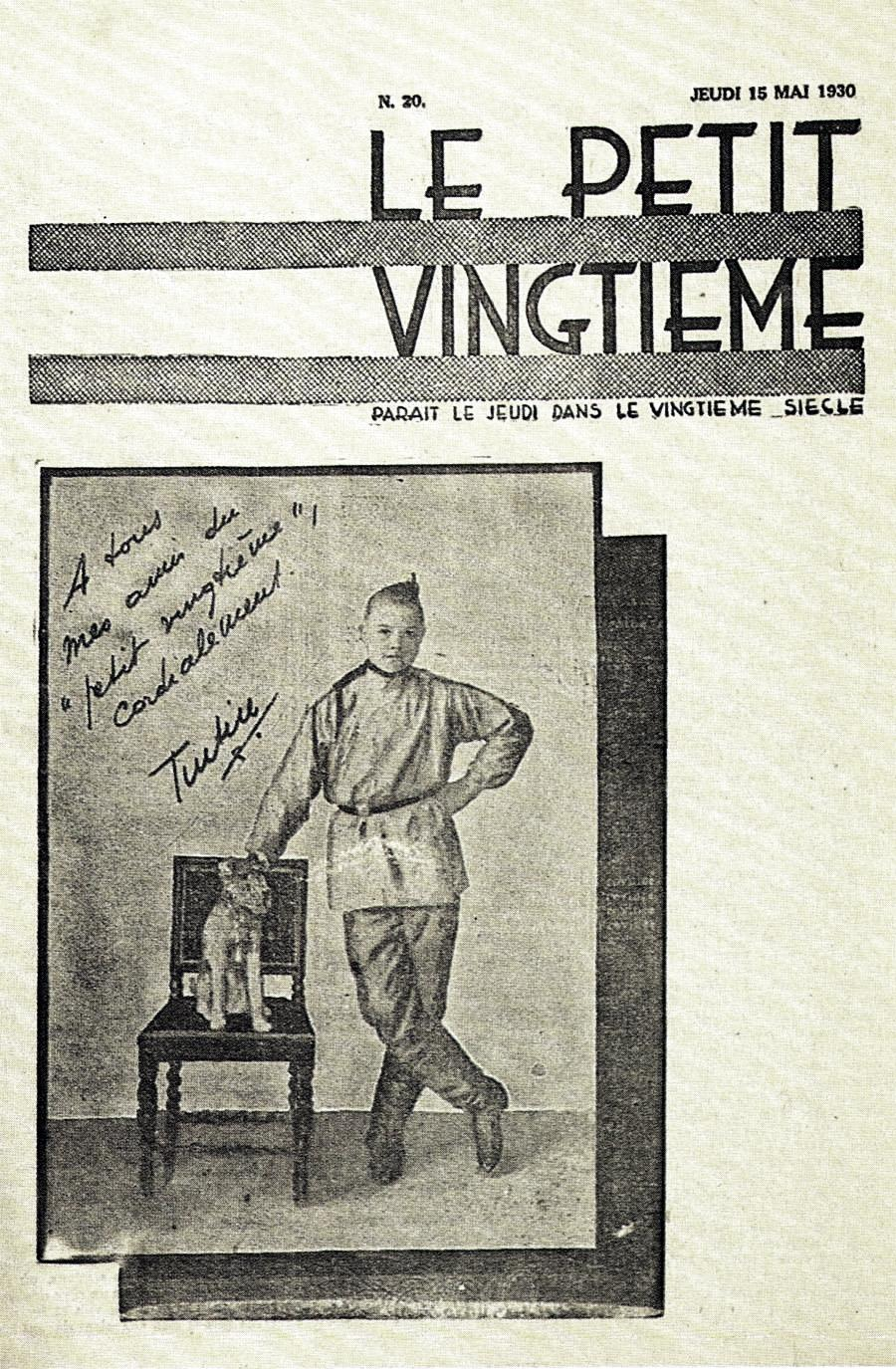
Editie van 15 mei 1930

Le Petit Vingtième (De Kleine Twintigste) was de wekelijkse jeugdbijlage bij het Belgische dagblad Le Vingtième Siècle. Hij werd gepubliceerd van 1928 tot 1940. De bijlage is vooral de geschiedenis ingegaan doordat de stripreeks De avonturen van Kuifje van Hergé in dit blad debuteerde, evenals veel van Hergés andere reeksen.

## Geschiedenis
Le Vingtième Siècle was een katholiek en conservatief Brussels dagblad, geleid door priester Norbert Wallez. In 1925 begon de toen 18-jarige Georges Remi, alias Hergé, er te werken. Hij begon als klerk. Na zijn militaire dienst kwam hij terug als illustrator.
In 1928 besliste Wallez een wekelijkse jeugdbijlage van acht pagina's te creëren, die op donderdag zou verschijnen. Hij noemde die Le Petit Vingtième. Hergé werd aangesteld als hoofdredacteur. In de eerste editie, verschenen op 1 november 1928, illustreerde Hergé een korte strip, bedacht door de sportredacteur, genaamd Les Aventures de Flup, Nénesse, Poussette et Cochonnet.
Hergé begreep snel dat deze strip nogal oubollig en futloos was vergeleken met wat er indertijd in Amerika verscheen en met het werk van Alain Saint-Ogan. Daarom bedacht hij zelf een strip. De elfde editie van Le Petit Vingtième, uitgebracht op 10 januari 1929, bevatte Kuifje in het land van de Sovjets en daarmee de geboorte van striphelden Kuifje en zijn hond Bobbie. Elke editie bevatte twee pagina's van het verhaal en Hergé maakte ook vaak covers voor de bijlage waarop Kuifje werd afgebeeld.
Een jaar later werd de bijlage vergroot van 8 naar 16 pagina's. Tegelijkertijd verscheen de eerste pagina van Quick en Flupke, een nieuwe strip in gagvorm.
De bijlage, met vooral de strips, was een overweldigend succes. Elke donderdag werden viermaal zoveel bladen verkocht als op een andere dag. Aan het eind van de eerste drie Avonturen van Kuifje werd telkens een echte verwelkoming van de held (gespeeld door een acteur) georganiseerd aan het treinstation van Brussel. Duizenden mensen woonden deze bijeenkomsten bij.
Gedurende deze periode werden ook de eerste assistenten van Hergé aangenomen om hem te helpen de bijlage te vullen en een kleine bijdrage te leveren aan Kuifje en Quick en Flupke: Eugène Van Nijverseel, beter bekend als Evany en Paul Jamin (die ook tekent onder het pseudoniem Jam).
De publicatie van Kuifje en Quick en Flupke ging door tot mei 1940, toen de Nazi's België binnenvielen. Het blad werd hierna opgedoekt, waarop Hergé overstapte naar Le Soir.